# Elisabeta Polihroniade
Elisabeta Polihroniade (Bucarest, 24 d'abril de 1935 - 23 de gener de 2016) fou una jugadora d'escacs romanesa, que obtingué el títol de Gran Mestre Femení el 1982 així com el títol d'Àrbitre Internacional. Polihroniade fou també periodista i locutora, i tingué el seu propi programa diari de ràdio sobre cultura contemporània.
A la llista d'Elo de la FIDE del gener de 2016, hi tenia un Elo de 2195 punts, cosa que en feia el jugador número 	297 de Romania.

## Resultats destacats en competició
Polihroniade va obtenir el títol de Mestre Internacional Femení el 1960, i el de Gran Mestre Femení el 1982. Va guanyar el campionat femení de Romania set cops, els anys 1966, 1970, 1971, 1972, 1975, 1976 i 1977.

### Participació en olimpíades d'escacs
Polihroniade va participar, representant Romania, en deu Olimpíades d'escacs entre els anys 1966 i 1988 (cinc cops com a 1r tauler), amb un resultat de (+60 =27 –21), per un 68,1% de la puntuació. El seu millor resultat el va fer a l'Olimpíada del 1966 en puntuar 7½ de 9 (+7 =1 -1), amb el 83,3% de la puntuació, i que li significà aconseguir la medalla d'or individual del segon tauler. També guanyà l'or a l'Olimpíada del 1982 i plata a l'Olimpíada del 1984, i juntament amb l'equip quatre medalles de plata i dues de bronze.

## Partides notables
- Valentina Kozlovskaya vs Elisabeta Polihroniade, Final de la III olimpíada femenina, 1966, defensa moderna (A42), 0-1.
- Elisabeta Polihroniade vs Leonid Shamkovich, Copa del Món (open) 1989, defensa siciliana (B43), 1-0.